# Kochius insularis
Espèce
Synonymes
- Vaejovis insularis Williams, 1970

Kochius insularis est une espèce de scorpions de la famille des Vaejovidae.

## Distribution
Cette espèce est endémique de Basse-Californie du Sud au Mexique. Elle se rencontre sur les îles La Partida et Espíritu Santo.

## Description
Le mâle holotype mesure 38,0 mm et la femelle paratype 48,1 mm.

## Systématique et taxinomie
Cette espèce a été décrite sous le protonyme Vaejovis insularis par Williams en 1970. Elle est placée dans le genre Kochius par Soleglad et Fet en 2008.

## Publication originale
- Williams, 1970 : « Scorpion fauna of Baja California, Mexico:eleven new species of Vejovis (Scorpionida: Vejovidae). » Proceedings of the California Academy of Sciences, sér. 4, vol. 37, p. 275-331 (texte intégral).